# Братья и сёстры (телесериал)
«Братья и сёстры» (англ. Brothers & Sisters) — американский телесериал, рассказывающий о большой семье Уокеров, живущих в Пасадене, штат Калифорния. Премьера сериала состоялась на канале ABC 24 сентября 2006 года, а финальный эпизод вышел в эфир 8 мая 2011 года. На протяжении всех пяти сезонов шоу выходило по воскресеньям в 10 вечера, в паре с сериалом «Отчаянные домохозяйки».
Актёрский ансамбль состоит из таких признанных актёров, как Салли Филд в роли матриарха семьи Норы Уокер (двукратный лауреат премий «Оскар» и «Золотой глобус» и обладатель трёх «Эмми») , Калиста Флокхарт (лауреат премии «Золотой глобус»), Рэйчел Гриффитс (номинант на «Оскар» и лауреат премии «Золотой глобус»), Роб Лоу (четырёхкратный номинант на «Золотой глобус») и Патриша Уэттиг (лауреат премии «Золотой глобус» и трёх премий «Эмми»)
За время эфира шоу получило ряд престижных наград и номинаций. В 2007 году Салли Филд выиграла главную телепремию «Эмми» в номинации «Лучшая актриса драматического сериала», а в 2009 выиграла премию Гильдии киноактёров США за лучшую женскую роль в драматическом сериале. Рэйчел Гриффитс была номинирована на две премии «Эмми» и две премии «Золотой глобус» за свою работу в шоу.

## Сюжет
Уокеры — современная американская семья. День благодарения, Рождество, 4 июля… песни под пианино, американский футбол, дни рождения и выезды на семейное ранчо. Сара, Китти, Томми, Кевин и Джастин — пятеро детей Уильяма и Норы Уолкер. У каждого из них своя история, свои заботы, свои радости и печали. Они сталкиваются с проблемами, как в личной жизни, так и на работе. Но, несмотря ни на что, они поддерживают и любят друг друга. Братья и сестры Уолкер стараются оправдать ожидания своих родителей и соответствовать им. Но смерть их отца Уильяма заставляет каждого из них по-новому взглянуть на семейные ценности. Всех их объединяет один человек — любящая и преданная мать — Нора Уокер.

## Сюжетные линии
История начинается с возвращения Китти Уокер (38 лет) — нью-йоркской радиоведущей — в родной дом, в Лос-Анджелес (Калифорния). Три года она жила вдали от семьи, потому что у неё были сложные отношения с матерью. Несколько лет назад, после трагедии 2001 года, она поддержала младшего брата Джастина записаться в добровольцы армии и отправиться воевать в Афганистан. Их мать не могла простить дочери то, что именно она подтолкнула брата к этому решению. Китти приезжает в Лос-Анджелес по работе. Ей предложили место соведущей в политической программе «Красный, Белый, Синий». Она сомневается, принять ей это предложение или нет, ведь в Нью-Йорке у неё остался бойфренд.
С первых минут мы знакомимся с членами семьи Уокер. Старшая дочь, Сара (40 лет), переживает семейный кризис. Она замужем за музыкантом Джо, дающим уроки игры на гитаре. У них двое очаровательных детей — Пейдж и Купер. Но Сара — настоящая бизнесвумен, и ей сложно совмещать и работу, и семью. Она увольняется с престижной работы, чтобы занять руководящую должность в семейной компании «Ojai Foods».
Вместе с ней в компании работает её брат, Томми (36 лет). Он — целеустремленный бизнесмен, вице-президент «Ojai Foods», и хороший семьянин. Томми женат на учительнице Джулии, которая отчаянно мечтает стать матерью, но узнает, что её муж не может иметь детей.
Ещё один член семьи — адвокат Кевин (34 года) — представитель нетрадиционной сексуальной ориентации. Он также семейный юрист, которому братья и сестры доверяют свои тайны. Правда, члены семьи Уолкер не умеют хранить секреты.
Самый младший Уолкер — Джастин (25 лет) — ветеран войны в Афганистане. После 11 сентября, принял решение (не без участия сестры Китти) записаться добровольцем в армию США. По возвращении, он не мог долго справиться с прошлым, и поэтому подсел на наркотики. Не работает, создает массу проблем и себе, и окружающим.
Все они практически каждый день собираются в доме матери, Норы Уолкер. Она умная, нежная, добрая женщина, обожающая своих детей и внуков, и готовая на все ради их счастья. У Норы сложные отношения с Китти, но все-таки для Китти нет человека ближе, чем мать. Нора — смелая женщина, которая приняла внебрачную дочь Уильяма Ребекку. Для неё очень важны семейные ценности.
У Норы есть брат Соул. Он никогда не был женат, хотя его сестра подозревала, что он влюблен в Холли Харпер — любовницу Ульяма Уолкера. Во втором сезоне Соул признается, что он — гей. Для детей Уолкеров Соул всегда был любимым дядей, надежным другом и советчиком.
СЕМЕЙНЫЕ ТАЙНЫ
Итак, Китти приезжает в Лос-Анджелес и впервые за три года видит мать. Нора Уолкер всю свою жизнь посвятила мужу и детям. Она и её супруг Уильям — образец семейной идиллии. Они вместе уже больше сорока лет и все также влюблены друг в друга.
Во время дня рождения Китти, мать и дочь, наконец, мирятся. Однако несчастный случай омрачает дальнейшую жизнь Уолкеров. От инфаркта умирает патриарх семьи — Уильям. Оказалось, что у него было много секретов, которые стали настоящим ударом для его жены и детей. Один из таких секретов заключается в том, что он подставил под угрозу семейный бизнес и чуть не довел компанию до банкротства. Теперь Саре, Томми и Соулу придется прилагать немало усилий, чтобы спасти компанию и семью.
Но финансовые махинации — это только начало. Ульям Уолкер на протяжении многих лет встречался с другой женщиной — Холли Харпер, которая родила от него дочь Ребекку.

## Актеры и персонажи

### Главные герои
| Актёр                 | Роль                | Сезоны                                  |
| --------------------- | ------------------- | --------------------------------------- |
| Салли Филд            | Нора Уокер          | Сезон 1-5                               |
| Калиста Флокхарт      | Китти Уокер         | Сезон 1-5                               |
| Рэйчел Гриффитс       | Сара Уокер          | Сезон 1-5                               |
| Дэйв Эннэйбл          | Джастин Уокер       | Сезон 1-5                               |
| Мэттью Риз            | Кевин Уокер         | Сезон 1-5                               |
| Бальтазар Гетти       | Томас (Томми) Уокер | Сезон 1-4 (Сезон 5, повторяющаяся роль) |
| Люк МакФарлейн        | Скотти Уэанделл     | Сезон 1-5                               |
| Люк Граймс            | Райан Лафферти      | Сезон 4 (Сезон 3, повторяющаяся)        |
| Роб Лоу               | Роберт Маккаллистер | Сезон 2-4 (1 сезон, повторяющаяся)      |
| Жиль Марини           | Люк Лоран           | Сезон 5 (Сезон 4, повторяющаяся)        |
| Сара Джейн Моррис     | Джулия Уокер        | Сезон 1-3 (Сезон 4,повторяющаяся)       |
| Джон Пайпер-Фергюсон  | Джо Уэдон           | Сезон 1 (Сезон 2, повторяющаяся)        |
| Максвелл Перри Коттон | Купер Вэдун         | Сезон 1-4 (Сезон 5, повторяющаяся)      |
| Керрис Дорси          | Пейдж Вэдун         | Сезон 1-4 (Сезон 5, повторяющаяся)      |
| Рон Рифкин            | Саул Холден         | Сезон 1-5                               |
| Эмили ВанКамп         | Ребекка Харпер      | Сезон 1-4 (Сезон 5, повторяющаяся)      |
| Патриша Уэттиг        | Холли Харпер        | Сезон 1-5                               |

### Повторяющиеся персонажи
В разные годы в нескольких эпизодах появлялись такие актёры как Бо Бриджес, который сыграл в финальных сериях шоу, Ричард Чемберлен, Эрик Уинтер, Дэнни Гловер, Питер Койоти, Джейсон Льюис, Джош Хопкинс, Соня Сон, Том Скерритт, Трит Уильямс, Джон Терри, Одетт Юстман и т. д.

## Награды
Номинации:
2008 — Премия «Эмми»: «Лучший кастинг», «Лучшая актриса» (Салли Филд), «Лучшая актриса второго плана» (Рэйчел Гриффитс)
2008 — Премия «Золотой глобус»: «Лучшая актриса» (Салли Филд), «Лучшая актриса второго плана» (Рэйчел Гриффитс)
2008 — Премия Гильдии киноактёров: «Лучшая актриса» (Салли Филд)
2007 — Премия «Эмми»: «Лучший кастинг», «Лучшая актриса второго плана» (Рэйчел Гриффитс)
2007 — Премия «Австралийского киноинститута»: «Лучшая актриса» (Рэйчел Гриффитс)
2007 — Премия «Выбор Народа»: «Лучшая ТВ драма»
2007 — Премия «Satellite Awards»: «Лучшая ТВ драма», «Лучшая актриса» (Салли Филд), «Лучшая актриса второго плана» (Рэйчел Гриффитс)
2007 — Премия «Молодые артисты»: «Лучшая семейна драма на телевидении»
2007 — Премия «Casting Society of America, USA»: «Лучший кастинг»
Победы:
2008 — Премия «GLAAD Media Awards»: «Лучшая драма»
2008 — Премия «Prism Awards»: «Лучшая игра актера» (Дэйв Энэйбл, Салли Филд)
2007 — Премия «GLAAD Media Awards»: «Лучшая драма»
2007 — Премия «Эмми»: «Лучшая актриса» (Салли Филд)